# Smrtna kazna u Crnoj Gori
Smrtna kazna u Crnoj Gori je prvi put propisana zakonom 1798, a ukinuta je 19. juna 2002.  Poslednje pogubljenje, streljanjem, izvršeno je 29. januara 1981, a poslednje dve smrtne presude su izrečene 11. oktobra 2001. godine. Crna Gora je obavezana sledećim međunarodnim konvencijama koje zabranjuju smrtnu kaznu (datumi ratifikacije navedeni su u zagradama): Drugi fakultativni protokol uz Međunarodni pakt o građanskim i političkim pravima (6. septembar 2001) i Protokoli br.6 i 13 uz Evropsku konvenciju o ljudskim pravima (3. mart 2004). Prema čl. 26 važećeg Ustava (2007): „U Crnoj Gori zabranjena je smrtna kazna”.

## Istorija

### Crna Gora, 1798–1914
Do 1851. godine, Crna Gora je bila teokratska država, kojom je upravljao pravoslavni vladika zajedno sa Senatom, sastavljenim od predstavnika pojedinih plemena, koja su uživala punu autonomiju. Prvi pisani zakon donet je 1798. godine (a dopunjen 1803), za vreme vladavine vladike Petra I. On je propisao smrtnu kaznu za ubistvo i izdaju i predvideo tri načina izvršenja smrtne kazne: vešanje, streljanje i kamenovanje.  U streljanju su učestvovali predstavnici svih plemenâ (ponekad i po više stotina ljudi), da bi se tako sprečila krvna osveta plemena iz koga je bio zločinac.   U praksi, smrtna kazna je primenjivana i za krađu. Postoji podatak dа је 1831. gоdinе „јеdаn lоpоv оbјеšеn, а јеdаn ubilаc striјеlјаn“,  kao i dа је 1839–1840. pоgublјеnо „оkо 20 zlоčinаcа“.
Kada je Crna Gora postala sekularna kneževina, donet je nov krivični zakon (Zakonik kneza Danila, 1855), koji je propisivao smrtnu kaznu za 18 krivičnih dela, uključujući ubistvo, izdaju, uvredu Kneza, razne oblike krađe i odbijanje plaćanja poreza.  Muž koji ubije ženu i/ili njenog ljubavnika ako ih zatekne na delu oslobađa se svake kazne. Osnovni način izvršenja smrtne kazne bilo je streljanje, ali samo za muškarce. Nad ženama je smrtna kazna izvršavana kamenovanjem, utapanjem ili vešanjem ("da se ne bi beščastilo oružje"), ali su takvi slučajevi bili veoma retki (jedna žena koja je ubila muža kamenovana je 1854. godine).
Prvi moderni krivični zakonik za Crnu Goru donet je 1906. godine i on je predviđao smrtnu kaznu za više od 20 krivičnih dela.  Smrtna kazna je izvršavana streljanjem, a streljački vod je bio sastavljen od deset vojnika. Ukupan broj izrečenih i izvršenih smrtnih kazni nije poznat, ali on nije mogao biti velik i verovatno je u proseku iznosio jedan ili dva godišnje. Izuzetak predstavljaju politička suđenja optuženima za zaveru protiv Kneza 1908. i 1909. godine, kada je na smrt osuđeno 13 zaverenika, a streljana su devetorica.

### Jugoslavija, 1918–1941
Kada je, 1918. godine, stvorena Jugoslavija, u raznim delovima nove države na snazi su ostali razni pravni sistemi. U severozapadnim pokrajinama (Bosna i Hercegovina, Hrvatska, Slovenija i Vojvodina), smrtna kazna je izvršavana vešanjem u ograđenom prostoru uz ograničeno prisustvo javnosti. U ostatku zemlje (Srbija, Kosovo, Crna Gora i Makedonija), jedini zakonski način izvršenja je i dalje bilo streljanje na javnom mestu. Kada je, 1929. godine, donet jedinstven Krivični zakonik za celu zemlju, kao jedini način pogubljenja propisano je vešanje. Izuzetak su bile smrtne presude vojnih sudova, koje su izvršavane streljanjem.
Smrtne kazne su izricane najviše za ubistvo i razbojništvo sa smrtnom posledicom, ali i za terorizam. Kao teroristi su kažnjavani komunisti i hrvatski, makedonski i kosovski separatisti. Prema zvaničnim statistikama, od 1920. do 1940. u Crnoj Gori je izrečeno 14, a izvršeno je pet smrtnih presuda. (U celoj Jugoslaviji su u istom periodu izrečene 904, a izvršena 291 smrtna presuda.)

### Jugoslavija, 1945–1991
U prvim godinama posle Drugog svetskog rata, smrtne kazne su u velikom broju svakodnevno izricane kolaboracionistima i ratnim zločincima, ali i „narodnim neprijateljima“, tj. svima onima koji su se protivili novom komunističkom režimu. Tačnih i pouzdanih podataka nema, ali je od 1944. do 1951. u celoj Jugoslaviji verovatno izrečeno oko 10.000 smrtnih presuda, od kojih je većina izvršena. U Crnoj Gori je sigurno bilo više stotina osuđenih na smrt i pogubljenih. Pored političkih krivičnih dela, smrtna kazna je izricana i za imovinski kriminalitet – krađe i pronevere državne imovine i, najzad, za klasičan kriminalitet (ubistva i razbojništva). Do 1959. godine, smrtne kazne su izvršavane streljanjem ili vešanjem, prema odluci suda, s tim što se vešanje smatralo za teži oblik i manje je korišćeno. U prvim godinama posle rata, pogubljenja teških ratnih zločinaca su često bila javna. Posle 1950. godine, broj smrtnih kazni značajno opada. Prema zvaničnim statističkim podacima, od 1950. do 1958. godine u Jugoslaviji je smrtnih presuda bilo 229, a u Crnoj Gori manje od 10. Ne postoje zvanični podaci o pogubljenjima, ali se može pretpostaviti da je od svih izrečenih smrtnih kazni izvršeno oko dve trećine.
Reforma od 1959. godine bitno je ublažila strogost krivičnog zakonodavstva. Smanjen je broj kapitalnih krivičnih dela i ukinuta je smrtna kazna za imovinski kriminalitet. Ukinuto je izvršenje smrtne kazne vešanjem, pa je jedini zakonski način pogubljenja ostalo streljanje, koje vrši vod od osam policajaca (od kojih polovina imaju puške s bojevom municijom, a polovina sa ćorcima), bez prisustva javnosti. Od 1959. do 1991. godine, broj izrečenih smrtnih kazni u Jugoslaviji pada na dve do tri godišnje, a u Crnoj Gori ih je ukupno bilo manje od 10.  Poslednja smrtna kazna izvršena je 29. januara 1981. u Kotoru nad Dragišom Ristićem, osuđenim za silovanje i ubistvo maloletne devojčice.

### Crna Gora posle 1991.
U Crnoj Gori, koja je od 1992. godine bila deo Državne zajednice Srbija i Crna Gora, sudovi su od 1991. do 2002. izrekli 8 smrtnih kazni, od kojih nijedna nije izvršena. Dve poslednje smrtne kazne izrečene su 11. oktobra 2001, kada je Viši sud u Podgorici osudio Slavka Devića i Rada Arsovića za ubistvo slovenačkog šofera.

## Abolicija

### Prvi pokušaji
1906. godine je na Cetinju objavljena jedna brošura protiv smrtne kazne,  a 1907. godine je ministar pravde saopštio u Skupštini da Knez želi ukidanje smrtne kazne u Crnoj Gori, osim za veleizdaju.  Ipak, Krivični zakonik nije izmenjen i smrtna kazna je ostala na snazi.

### Delimična abolicija, 1992
Ustav SR Jugoslavije (koja se sastojala samo od Srbije i Crne Gore) od 26. aprila 1992. ukinuo je smrtnu kaznu za krivična dela propisana saveznim zakonima (genocid, ratni zločini, politički i vojni delikti i dr.), ali su federalne jedinice zadržale pravo da propisuju smrtnu kaznu za dela iz svoje nadležnosti (ubistvo i razbojništvo). Prilikom izrade nacrta Ustava, predlog da se smrtna kazna ukine za savezna krivična dela potekao je iz Crne Gore.

### Konačna abolicija, 2002
Skupština Crne Gore je 19. juna 2002. izmenila Krivični zakon tako što je iz njega izbrisala smrtnu kaznu. Kao što je isticano u parlamentarnoj debati, glavni motiv za ovu aboliciju bilo je pridruživanje tadašnje SR Jugoslavije, odnosno Srbije i Crne Gore, Savetu Evrope.

## Spoljašnje veze
- www.smrtnakazna.rs Архивирано на веб-сајту  (17. март 2013) - ovaj sajt sadrži podatke o smrtnim kaznama u Crnoj Gori, 1918–2002